# 에르브 드 프로방스

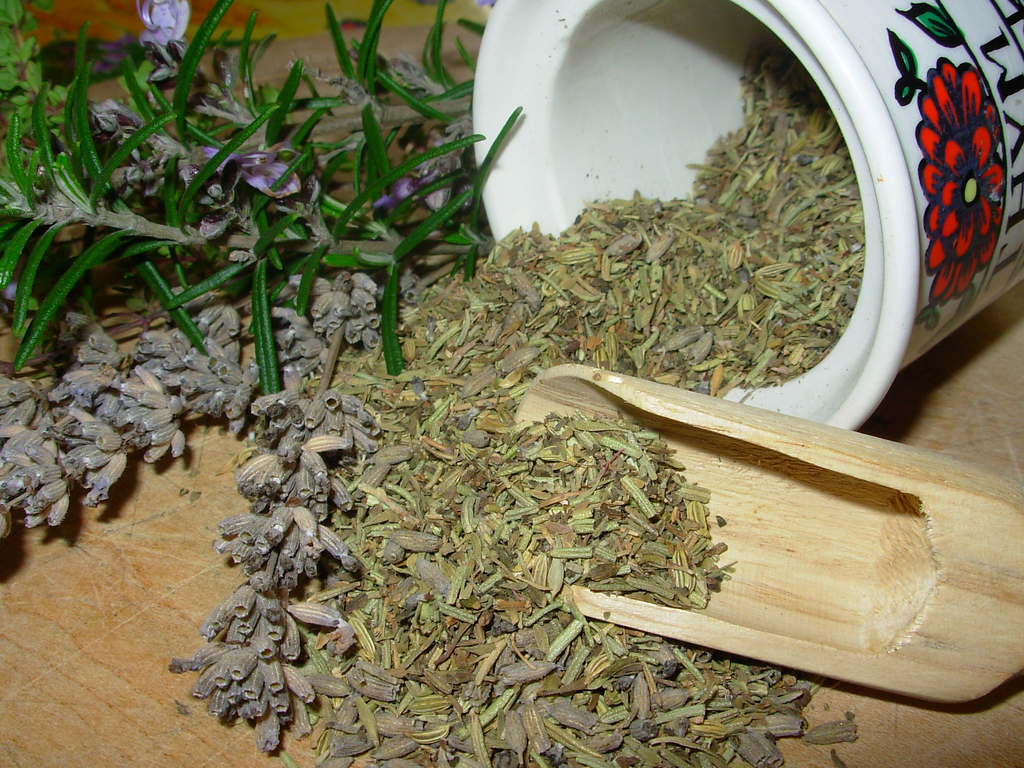
에르브 드 프로방스

에르브 드 프로방스(Herbes de Provence)는 프랑스 남동부 프로방스 지방의 대표적인 배합 향신료이다. 이전부터 사용되었던 용어이지만, 1970년대에 이르러 정식 명칭이 되어 판매되기 시작하였다. 이 향신료에는 세이보리, 마조람, 로즈마리, 백리향, 오레가노 등이 들어 있다. 북미의 경우 라벤더도 함께 포함되어 있다. 이 향신료는 일반적으로 구운 음식이나 스튜와 함께 사용된다.

## 역사
프로방스의 요리는 전통적으로 에르브 드 프로방스라고 불리는 향신료를 사용했으나, 정확한 기준이 없어 특정지어지지 않았고, 혼합된 형태로도 판매되지 않았다. 1970년대에 프랑스의 듀크로스를 포함한 향신료 도매업자들이 표준화된 비율로 향신료를 제작하기 시작하며 널리 보급되었다.

## 활용
에르브 드 프로방스는 생선, 고기, 야채 스튜와 같은 구운 음식의 맛을 내는 데 사용된다. 이 향신료는 조리 전, 조리 중, 또는 조리 후에 첨가되거나 조리 전에 식용유와 함께 넣어 조리된 음식에 풍미를 불어넣을 수 있다. 또한 비네그레트, 샐러드 또는 신선한 치즈와 같은 날 음식에도 어울린다.